# Katamari
Katamari ist eine Videospiel-Reihe der Firma Namco, die für PlayStation 2, PlayStation 3, PlayStation Portable, Xbox 360, Nintendo DS und iOS veröffentlicht wurde. Keita Takahashi ist der Designer des ersten und zweiten Teils, war an der Entwicklung nachfolgender Titel aber nicht beteiligt. Ziel der Spiele ist es, durch Rollen einer klebrigen Kugel Gegenstände aufzusammeln, um die Kugel zu vergrößern und so Zugang zu neuen Levelabschnitten zu bekommen. Die Reihe ist bekannt für ihre ungewöhnlich bunte und charmante Präsentation sowie durch ein sehr einfaches Spielprinzip.

## Spielmechanik
In Katamari Damacy übernimmt der Spieler die Rolle des Prinzen, dessen Aufgabe es ist, eine Kugel aus herumliegenden Gegenständen zu formen. Zu Beginn startet der Spieler mit einer leeren Kugel, dem Katamari, an dem herumliegende Gegenstände hängen bleiben. Die Kugel wächst, je mehr Gegenstände an ihr hängen, was wiederum erlaubt größere Gegenstände aufzusammeln. Durch Überschreiten von festgelegten Größen werden ebenso neue Levelabschnitte freigelegt. In Katamari Damacy geht das Kugelwachstum über mehrere Größenordnungen. Das heißt, man fängt oft mit dem Aufsammeln von Büroklammern, Stiften oder ähnlichen Kleinteilen an, geht dann über zu Stühlen, Tischen oder Autos hin zu Häusern und Städten, bis hin zu ganzen Kontinenten. Einige Level weichen von dem normalen Spielschema ab, indem sie nicht das Sammeln von Gegenständen zum Grund haben, sondern zum Beispiel das Aufrollen einer Schneekugel.
Gesteuert wird das Spiel mit den beiden Analogsticks. Ein gleichzeitiges Nach-vorne-Drücken der beiden Sticks bewirkt, dass die Kugel nach vorne gerollt wird, während ein Nach-vorne-Drücken nur eines Sticks bewirkt, dass man eine Kurve vollzieht. Drückt man beide Sticks in entgegengesetzte Richtungen kann die Kugel auf der Stelle gedreht werden.

## Spiele

### Katamari Damacy
Katamari Damacy (塊魂 Katamari Damashii, "Klumpen-Geist") ist der erste Teil der Reihe und ging aus einem Schulprojekt des Namco Digital Hollywood Game Laboratory hervor. Die Entwicklungskosten betrugen weniger als 1 Million Dollar. Das Spiel wurde nur in Japan, Südkorea und den USA veröffentlicht, in Europa gab es keine Veröffentlichung.
Die Handlung dreht sich um den King of All Cosmos, der in betrunkenem Zustand sämtliche Sterne und Planeten am Himmel zerstört hat. Infolgedessen beauftragt er seinen Sohn, den Prinzen, auf die Erde zu gehen und mit Hilfe des Katamari, einer klebrigen Kugel, Material für neue Sterne und Planeten zu sammeln.

#### Kritiken
Kritiken fielen überwiegend positiv aus. Besonders hervorgehoben wurde das innovative und ungewöhnliche Gameplay, sowie der ausgefallene und verrückte Grafikstil. Dass das Spiel zu einem reduzierten Preis auf den Markt kam, wurde ebenso gelobt. Negativ fiel die geringe Länge des Spiels auf.
Am 29. November 2012 gab das Museum of Modern Art den Erwerb von 14 Computerspielen, darunter Katamari Damacy, für eine neue Design-Dauerausstellung in den Philip Johnson Galleries ab März 2013 bekannt. In der Bekanntmachung wurden die Titel als herausragende Vertreter im Bereich des Interaktionsdesigns bezeichnet. Kriterien waren demnach neben der visuellen Qualität und der ästhetischen Erfahrung sämtliche Aspekte, die zur Gestaltung der Interaktion beitragen, etwa die Eleganz des Programmcodes oder das Design des Spielerverhaltens.

### We Love Katamari
We Love Katamari (oder We ♥ Katamari), in Japan unter dem Namen Minna Daisuki Katamari Damacy (みんな大好き塊魂 Minna Daisuki Katamari Damashii) bekannt, ist der zweite Teil der Serie und der erste Teil, der auch in Europa veröffentlicht wurde.
Sowohl Grafik als auch Spielmechanik sind im Wesentlichen unverändert, es wurde allerdings ein Koop-Modus für zwei Spieler hinzugefügt.

#### Kritiken
Kritiken zu We Love Katamari fielen positiv aus. Gelobt wurde der größere Umfang im Vergleich zum Vorgänger, sowie die bessere Präsentation der Story und die abwechslungsreicheren Missionen. Der Preis des Spieles in Europa war allerdings Grund zur Kritik, denn anders als in den USA und Japan, wo das Spiel wie sein Vorgänger zu einem reduzierten Preis angeboten wurde, war das Spiel in Europa ein reguläres Vollpreis-Spiel.

### Me & My Katamari
Me & My Katamari (僕の私の塊魂 Boku no Watashi no Katamari Damashii, „Unser Klumpen-Geist“) ist der erste Teil der Serie für die Playstation Portable. Die Handlung dreht sich diesmal um den King Of All Cosmos, der bei einem Badeurlaub auf der Erde einen Tsunami verursacht hat und somit mehrere Inseln zerstört hat. Der Spieler übernimmt wie in vorherigen Teilen wieder den Prinzen mit der Aufgabe Materie zu sammeln, um neue Inseln zu formen.
Die Steuerung findet bei Me & My Katamari, mangels zwei Analogsticks an der Playstation Portable, mittels Steuerkreuz und Knöpfen statt, in der amerikanischen Version gibt es zusätzlich die Möglichkeit das Spiel mittels des einen an der Playstation Portable vorhandenen Analogsticks zu spielen.

#### Kritiken
Kritiken zu Me & My Katamari fielen zum großen Teil zwar positiv aus, bemängelt wurden allerdings die fehlende Level-Vielfalt, die Ladezeiten sowie die Steuerung. Ebenso wurde bemängelt, dass das Spiel keine wesentlichen Neuerungen zu den Vorgängern habe und nicht ganz an die Qualität selbiger anknüpfen könne.

### I Love Katamari
I Love Katamari ist die erste Version der Katamary-Damacy-Reihe für das iPhone. Das zugrunde liegende Spielprinzip ist identisch zu den anderen Konsolen-Versionen. Die Steuerung wurde allerdings den Gegebenheiten des iPhones angepasst, so wird die Kugel nicht via Analogsticks gesteuert (auf dem iPhone nicht vorhanden), sondern via der Bewegungssensoren des iPhones, die es erlauben durch Kippen die Kugel zu bewegen. Keita Takahashi, der Entwickler des allerersten Teils der Serie war an diesem Titel nicht beteiligt.

#### Kritiken
Kritiken zu I Love Katamari fielen gemischt aus. So wurde gelobt, dass das grundlegende Gameplay es auf das iPhone geschafft hat. Mängel in der Steuerung und Ruckler in der Grafik trübten allerdings den Spielspaß; selbige wurden mit einem späteren Patch reduziert aber nicht komplett repariert. Als weiterer Mangel wurde genannt, dass das Spiel nicht ganz mit der Ausgefallenheit der früheren Titel mithalten könne.

### Beautiful Katamari
Das Gameplay und die Handlung des 2007 für Xbox 360 veröffentlichten Beautiful Katamari bleiben in ihren Grundzügen dieselben wie in den Vorgängern, mit einigen Variationen.

### Katamari Forever
Katamari Forever, in Japan bekannt als Katamari Damacy Tribute (塊魂TRIBUTE Katamari Damashii TRIBUTE) ist der erste Teil der Serie für die Playstation 3. Das grundlegende Gameplay ist im Wesentlichen unverändert, wurde jedoch durch ein paar neue Fähigkeiten angereichert, so ist es nun möglich zu springen und nahe Objekte wie Magneten einzusaugen. Das Spiel besteht aus insgesamt 34 Leveln, sowohl komplett neue, als auch Level, die aus früheren Teilen wiederverwendet wurden. Letztere werden in Schwarz-Weiß gezeigt und spielen sich in den Erinnerungen des King of All Cosmos ab. Das Ziel der neuen Level ist es erneut, die Sterne wiederherzustellen, die diesmal vom RobotKing zerstört wurden.

#### Kritiken
Kritiken zu Katamari Forever fielen gemischt aus. Das grundlegende Spielprinzip konnte zwar weiterhin begeistern, der Mangel an Neuerungen und das Fortbestehen alter Kamera- und Steuerungsprobleme sorgten aber für Kritik. Ebenso wurde bemängelt, dass der Teil hauptsächlich ein Remake oder Remix früherer Teile sei und kein komplett eigenständiger Titel.

### Katamari Damacy DS
Eine Version des Spiels für Nintendo DS wurde zwar 2005 angekündigt, aber später eingestellt und nie veröffentlicht.

### Touch my Katamari
Touch my Katamari erschien im Jahre 2012 für PlayStation Vita und brachte mehrere Neuerungen mit, darunter eine neue Steuerung, die an die Bedienung per Touchscreen und Sensorfeld der PSVita angepasst wurde.